# Cascada Guaíra
Cascada Guaíra (în spaniolă Salto del Guaíra, în portugheză Salto de Sete Quedas) a fost o cascadă situată pe fluviul Paraná între Brazilia și Paraguay. Cu un volum estimat la 50.000 m³ pe secundă, cascada a fost, cel puțin în ceea ce privește volumul total, cea mai mare cascadă de pe pământ.

## Prezent
Cascada a fost inundată în 1982 în spatele barajului de la Itaipu.

## Caracteristici
Cascada s-a format într-un punct unde fluviul Parana trece printr-un canion îngust, în aval de Munții Maracaju în Brazilia. Înainte de căderea apei, fluviul avea o lățime de aproximativ 380 m la 61 m. Cascada era de fapt o serie de 18 cataracte individuale. Cea mai mare cataractă individuală avea o înălțime de 40 m. Cascada avea o înălțime totală de 114 m.